# Guadalcanal, Bougainville and Tokyo Railroad
| Plymouth Benzol-Lokomotive |                       |                                                     |                                                     |
| Streckenlänge: | 1,22 Meilen = 1,96 km |                                                     |                                                     |
| Spurweite: | 610 mm (2-Fuß-Spur)   |                                                     |                                                     |
| |                       |                                                     |                                                     |
| \| \| \| \| \| \| \| 0.00 \| Pier \| Pier \| \| \| 1,96 \| Henderson Field heute Honiara International Airport[1] \| Henderson Field heute Honiara International Airport[1] \| |                       |                                                     |                                                     |
| |                       |                                                     |                                                     |
| Kopfbahnhof Anfang Hochstrecke (Strecke außer Betrieb) | 0.00                  | Pier                                                | Pier                                                |
| Kopfbahnhof Streckenende (Strecke außer Betrieb) | 1,96                  | Henderson Field heute Honiara International Airport | Henderson Field heute Honiara International Airport |

Die Guadalcanal, Bougainville and Tokyo Railroad (G. B. & T. R. R.) war eine knapp zwei Kilometer lange militärische Feldbahn, die von den Amerikanern während des Pazifikkriegs im Zweiten Weltkrieg auf der Salomon-Insel Guadalcanal verlegt wurde.

## Lage
Die Feldbahn führte von der Pier am Hafen wohl zum Henderson Field, dem heutigen Honiara International Airport.

## Geschichte

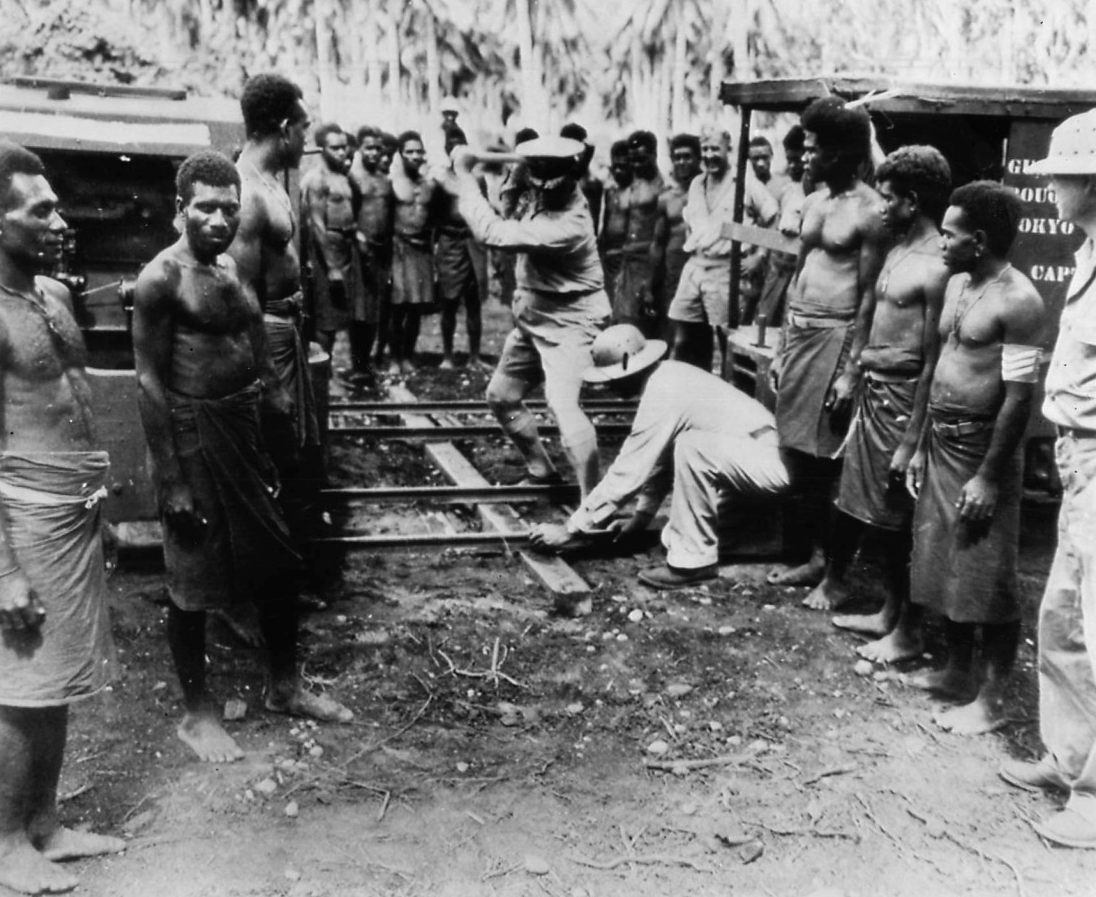
Golden-Spike-Zeremonie am 22. August 1943

Die Fertigstellung der Guadalcanal, Bougainville and Tokyo Railroad wurde am 22. August 1943 mit einer Golden-Spike-Zeremonie gefeiert, die an die Fertigstellung der ersten transkontinentalen Eisenbahn am Promontory Point erinnerte. Sie stellte laut einer Pressemitteilung der US-Navy einen Weltrekord im Eisenbahnbau auf, denn es dauerte nur drei Tage, um die 1,22 Meilen lange Feldbahn mit auf Holzschwellen fest verlegten Gleisen fertigzustellen, und weitere zwei Tage, um ihre Endstation auf der Pier zu bauen.

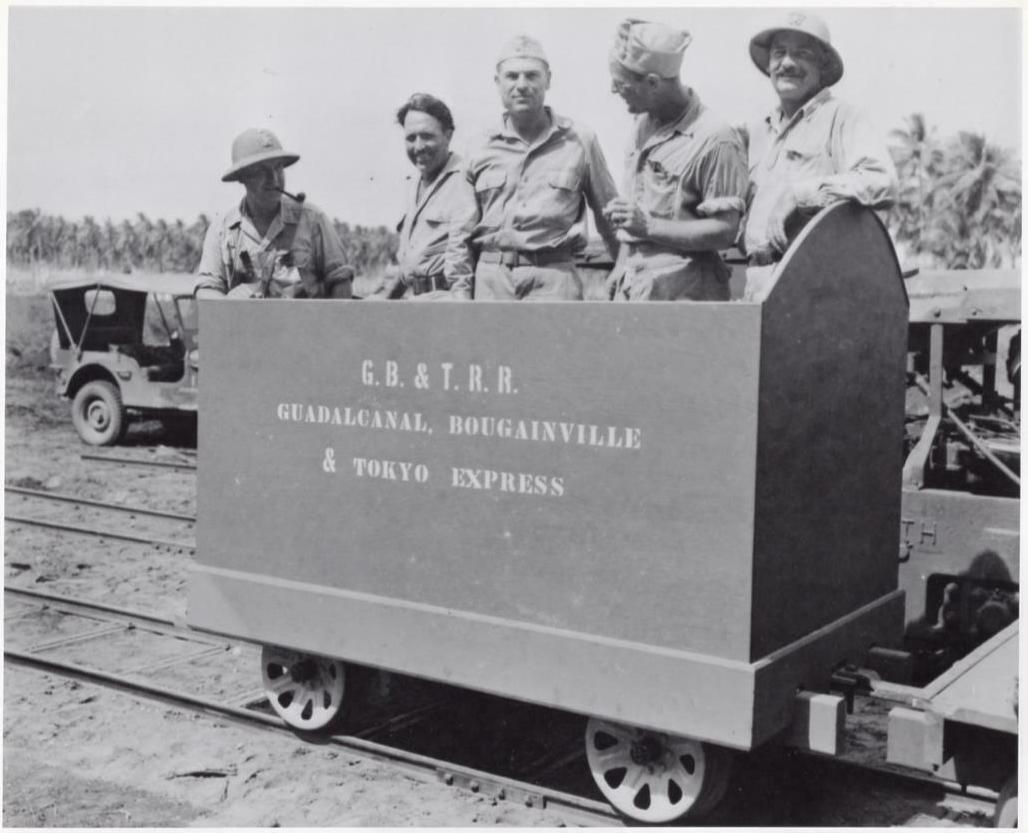
Guadalcanal Bougainville Tokyo Express, 3. November 1943

Die Feldbahn wurde im Rahmen der Operation Cartwheel von den 26. Seabees verlegt. Sie gaben ihr den Spitznamen Guadalcanal, Bougainville und Tokyo Express (→ Tokyo Express). Es gab 2 Plymouth-Benzollokomotiven, von denen aber nur die als Admiral bezeichnete betriebsbereit war. Die Feldbahn beförderte Nachschub von der Pier am Strand zu verschiedenen Depots. Es gab neben vielen Güterloren auch einen offenen Personenwagen.
Die Feldbahn hatte Zweigstrecken zu den verschiedenen Lagern, die sie bediente. Die 27 Weichen zweigten ausschließlich nach rechts ab, da keine nach links abzweigenden Weichen aus den Vereinigten Staaten geliefert wurden, so dass es, insbesondere an den zweigleisigen Ausweichstellen, keine geradlinige Stammstrecke gab. Achtzehn Erd- und Stahlprellböcke verhinderten, dass die Wagen an den Streckenenden der Zweigstrecken entgleisten.